# Skare

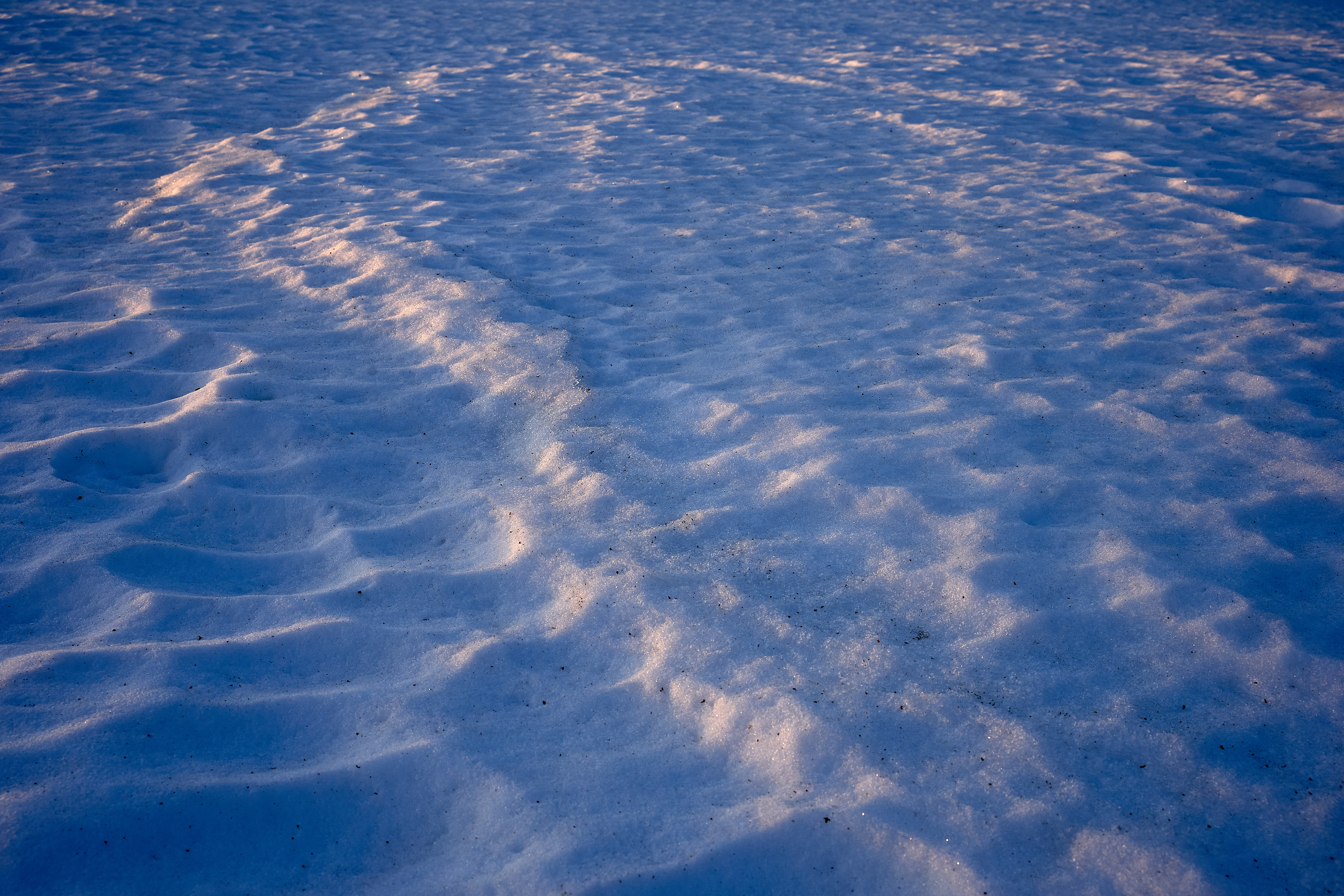
Skarsnö.

Skare eller skarsnö är ett hårt övre skikt på ett snötäcke som bildas när ytskiktet tinar, genom direkt solljus eller varm luft, och sedan fryser igen. Skare kan även bildas genom att hård vind pressar ihop den ytliga snön.
För rennäringen i Sverige är det viktigt med skare på våren, när renarna ska förflytta sig till fjället inför kalvningen.
För att underlätta skidåkning på den hala skaren har vissa typer av skidor, exempelvis telemarksskidor, stålkanter.  